# Hormonersatztherapie
Hormonersatztherapie (HET; englisch hormone replacement therapy, HRT) bezeichnet die medizinische Verwendung von Hormonen zur Behandlung von Beschwerden, die auf einen relativen oder absoluten Mangel eines oder mehrerer Hormone zurückgeführt werden können. Im engeren Sinne wird mit Hormonersatztherapie die Gabe von Medikamenten in den Wechseljahren (Klimakterium bei Frauen und Klimakterium virile bei Männern) und als begleitende geschlechtsangleichende Maßnahme für Transmenschen bezeichnet. Der Begriff selbst ist strittig, da es sich um eine Unterart der Hormontherapie (HT oder z. B. eine menopausal hormone therapy (MHT) oder Postmenopausale Hormontherapie (PHT, PMHT)) handelt und nicht ein kompletter Ersatz des endogenen Hormonstoffwechsels stattfindet.

## Art und Herkunft der Hormone
Zu den verfügbaren Wirkstoffen für die Hormonersatztherapie für Frauen im Zusammenhang mit der Menopause gehören Ethinylestradiol, konjugierte Estrogene und Estradiol.

### Konjugierte Estrogene und Estradiolderivate
In der HET werden Estradiolvalerate sowie konjugierte equine Estrogene (CEE) eingesetzt. Letztere werden aus dem Urin von trächtigen Stuten gewonnen. Es handelt sich um ein Gemisch von Sulfatestern verschiedener Estrogene, hauptsächlich des Estrons und des Equilins. Sie enthalten Steroide, die zum Teil nur bei Pferden vorkommen. Eine Vielzahl weiterer estrogen wirksamer Steroide, die zur pharmakologischen Wirkung beitragen, können in kleineren Mengen enthalten sein. Aufgrund der komplexen Zusammensetzung sollen keine klaren Dosis-Wirkungs-Beziehungen geben sein.

### Bioidentische Hormonersatztherapie
Bei der sogenannten bioidentischen Hormontherapie werden nur Substanzen verwendet, wie sie vom menschlichen Körper selbst gebildet werden. Für die bioidentische Hormontherapie werden diese synthetisch hergestellt. Damit sollen Risiken verringern werden, die unter der Hormonersatztherapie mit equinen konjugierten Estrogenen beobachtet wurden. Die bioidentischen Hormone werden teils oral, teils transdermal angewandt. Die Therapie mit bioidentischen Hormonen ist in Deutschland als Leistung der  Gesetzlichen Krankenversicherung möglich.

## Postmenopausale Hormonersatztherapie
Da es derzeit keine allgemeingültige Empfehlung zur Durchführung der Hormonersatztherapie gibt, muss vor der Therapie eine Abwägung der Vor- und Nachteile durchgeführt werden.

### Grundsätze der Behandlung
Die postmenopausale Hormonersatztherapie soll die Beschwerden durch eine sich verändernde endogene Hormonproduktion der Frau lindern.  Da es sich um eine elektive Maßnahme handelt, sind besonders hohe Anforderungen an die ärztliche Aufklärung zu Vor- und Nachteilen, Risiken bei Langzeitbehandlung sowie den wesentlichen Fakten zu stellen. Als einzige Indikation zur peri- und postmenopausalen Hormonersatztherapie gilt die Behandlung peri- und postmenopausaler Beschwerden wie Hitzewallungen und Atrophie der Vaginalschleimhaut und Vulva (siehe Klimakterium). Die Prävention von Erkrankungen (z. B. Osteoporose) ist keine Indikation für eine Hormontherapie.
Grundsätzlich kann entweder eine Monotherapie mit Östrogenen (estrogen therapy (ET)) oder eine sequentielle Therapie mit Östrogen und Gestagen (estrogen progestin therapy (EPT)) durchgeführt werden, die Auswahl ist hierbei von verschiedenen Faktoren abhängig. Die Dosierung der Hormone richtet sich nach der geringsten Dosis, mit der sich die klimakterischen Beschwerden adäquat behandeln lassen. Als Darreichungsform stehen Tabletten sowie Pflaster, Cremes und Gele zur transdermalen Applikation und östrogenhaltige Cremes bzw. Ovula, Pessare und Vaginalringe zur lokalen Behandlung ausschließlich urogenitaler Beschwerden wie z. B. einer Kolpitis zur Verfügung. Die Auswahl der Applikationsform soll dem Wunsch der Patientin nach Beratung durch den Arzt entsprechen. Bei gleichzeitig vorliegenden Störungen des Fettstoffwechsels mit Hypertriglyzeridämie empfehlen Picker et al. die perorale Behandlung, bei familiären Gerinnungsstörungen, Patientinnen mit Migräne oder Epilepsie riet Douketis zur transdermalen Anwendung.

### Vor Beginn der Behandlung
Vor einer Hormonersatztherapie sollte eine umfangreiche Anamneseerhebung unter Einschluss der Familienanamnese durchgeführt werden. Eine gynäkologische Untersuchung mit einem Pap-Test und eine Untersuchung der Brust sind ebenfalls erforderlich. Blutdruck und Körpergewicht vor Beginn der Behandlung sollten dokumentiert werden.

### Kontraindikationen
Als Kontraindikationen (Gegenanzeigen) für eine Hormonersatztherapie gelten:
- tiefe Beinvenenthrombose oder Zustand nach Lungenembolie
- bekannte Störungen der Blutgerinnung
- schwere Lebererkrankungen
- eine Brustkrebserkrankung
- diagnostisch nicht geklärter blutiger Ausfluss aus der Vagina
- höhergradige, schlecht behandelbare Herzinsuffizienz
- therapieresistenter Bluthochdruck
- systemischer Lupus erythematodes
- Endometriumkarzinom (relative Kontraindikation, Einzelfallentscheidung)

### Kontrolle während der Behandlung
Nach Beginn der Hormonersatztherapie sollte regelmäßig die Wirksamkeit der Behandlung überprüft werden, dies beinhaltet ärztliche Kontrolluntersuchungen. Vor allem soll beurteilt werden, ob die zu behandelnden Wechselbeschwerden rückläufig sind und ob eine Zufriedenheit mit der Behandlung und deren Ergebnissen vorliegt. Im weiteren Verlauf sollten regelmäßige, jährliche Kontrolluntersuchungen mit Erfassung des Blutdrucks, Körpergewicht und gynäkologischer Kontrolluntersuchung inklusive Untersuchung der Brust stattfinden. Die Durchführung eines PAP-Abstriches sowie eine Mammographie wird alle zwei Jahre empfohlen, hierbei sollte auf vorhandene Screening- und Vorsorgeprogramme geachtet werden.

### Ende der Behandlung
Derzeit gibt es keine allgemein verbindliche Empfehlung über die Dauer einer Hormonersatztherapie, Einleitung, Durchführung und Beendigung müssen individuell im Dialog zwischen der betreffenden Frau und dem behandelnden Arzt beschlossen werden. Die Indikation zu einer weiteren Durchführung der Therapie sollte jedoch jährlich überprüft werden. Die Behandlung ist in jedem Fall beim Auftreten einer der oben genannten Kontraindikationen zu beenden.

### Pharmakoepidemiologie der Hormonersatztherapie
Aus mehreren bevölkerungsrepräsentativen Studien, die von 1984 bis 1999 durchgeführt wurden, liegen für die Bundesrepublik Deutschland umfassende Daten zur Pharmakoepidemiologie der Anwendung von Präparaten der Hormonersatztherapie vor. Die Daten dieser langfristig geplanten Bundes-Gesundheitssurveys ermöglichen auch, die Anwendung der HET-Präparate im Zusammenhang mit klinisch-chemischen Kenngrößen der Anwenderinnen darzustellen.

### Geschichte der Hormonersatztherapie
Bereits seit Ende der 1940er Jahre erfolgte eine Follikelhormon-Therapie mit dem synthetischen Östrogen Farmacyrol (Dienoestroldiacetat). Die Hormonersatztherapie für Frauen in den Wechseljahren begann Ende der 1960er Jahre in Form einer Östrogen-Monotherapie. Dies führte jedoch zu einer erhöhten Inzidenz von Korpuskarzinomen. Ende der 1970er Jahre begann dann die sequentielle Hormonersatztherapie mit Östrogen und Gestagen, hierunter ließ sich ein Rückgang der Inzidenz des Korpuskarzinoms erzielen.
Im letzten Jahrzehnt des 20. Jahrhunderts und zu Beginn des 21. Jahrhunderts wurde die Hormonersatztherapie in vermehrtem Umfang durchgeführt und damit auch Objekt großangelegter wissenschaftlicher Studien. Aufsehen erregte hierbei der Abbruch eines Teils der sogenannten WHI-Studie (women’s health initiative) im Jahr 2002.

### Kritik
Durch die Ergebnisse mehrerer internationaler Studien geriet die Hormonersatztherapie in die Diskussion.
Die One-Million-Women-Studie ist eine langfristig angelegte Beobachtungsstudie, an der eine Million britischer Frauen teilnahmen, die zwischen 1996 und 2001 durchgeführt wurde. In der Gruppe der Teilnehmerinnen, die Hormonpräparate einnahmen, kam es zu einer signifikant höheren Zahl von Brustkrebserkrankungen als in der Gruppe derjenigen, die keine Hormonersatztherapie durchführen ließ. Die genauen Angaben geben darüber Aufschluss, ob eine reine Östrogen-Therapie, eine sequentielle Östrogen-Gestagen-Therapie durchgeführt wurde und ob den Teilnehmerinnen zum Zeitpunkt der Therapie die Gebärmutter entfernt worden war oder nicht.
Die US-amerikanische Frauengesundheitsinitiative (englisch Women’s Health Initiative, abgekürzt WHI) wurde im Jahr 1991 von den National Institutes of Health ins Leben gerufen. Das Studienprojekt wurde erweitert, hierzu wurden Teilnehmerinnen aus allen Studienarmen in bislang drei jeweils fünfjährigen Ergänzungsstufen (zuletzt 2015–2020) erneut zu Untersuchungen eingeladen. Die Kohortenstudie mit rund 93 000 Teilnehmerinnen ermittelte zahlreiche Risikofaktoren für Brustkrebs, zu denen die Hormonersatztherapie zählt.
Seit der Veröffentlichung dieser Ergebnisse ist es zu einer Diskussion um Vor- und Nachteile der Hormonersatztherapie gekommen.

## Testosteronersatztherapie beim Mann
Testosteron ist ein natürliches Hormon, das Männer für den Erhalt vieler Körper- und Geistesfunktionen essentiell benötigen. Jenseits des 50. Lebensjahres durchlaufen Männer eine hormonelle Umstellung, das sogenannte Klimakterium virile, die zu altersassoziiertem Testosterondefizit führen kann.
Ein Testosterondefizit kann auch vorliegen bei einer Anorchie, nach einer bilateralen Orchiektomie sowie bei Transmännern.
Ein Testosterondefizit des Mannes wird heute als ernst zu nehmende Krankheit eingestuft, die zu einer deutlichen Einschränkung der Lebensqualität führt und weitere Gesundheitsrisiken verursachen oder verstärken kann. Dazu zählen Atherosklerose, Diabetes mellitus Typ 2, das metabolische Syndrom, Anämien, Osteoporose, Stimmungsschwankungen (hauptsächlich Depressivität und Antriebsmangel), kognitive Störungen und sexuelle Funktionseinbußen (hauptsächlich Erektionsstörungen und Libidoverlust).
Die Testosteronersatztherapie ist mittels transdermaler (z. B. Creme) und injizierbarer Depotpräparate einfacher und besser steuerbar geworden.
Es gibt klare Richtlinien hinsichtlich Diagnostik, Therapieinitiation und -überwachung. Besonderes Augenmerk bei der Therapieüberwachung gilt der Prostata und dem roten Blutbild.